# Alvis Saladin
FV601 Saladin — шестиколісний броньований автомобіль, розроблений компанією Crossley Motors, пізніше виготовлявся компанією Alvis. Розроблений у 1954 році, він замінив броньований автомобіль AEC, який перебував на озброєнні британської армії з 1958 року. Машина важила 11 тонн і розвивала максимальну швидкість 72 км/год і мала екіпаж із трьох осіб. «Саладіни» були відомі своєю чудовою продуктивністю в умовах пустелі, і відповідно знайшли прихильність ряду близькосхідних армій. Вони були озброєні 76-м мм нарізною гарматою низького тиску, яка стріляла тими самими боєприпасами, що й на FV101 Scorpion.
«Саладін» також породив аналогічний бронетранспортер Alvis Saracen.

## Історія
Після закінчення Другої світової війни британська армія випустила вимогу щодо нової колісної броньованої машини 6×6 для заміни застарілої броньованої машини AEC. Проєктні роботи почалися в 1947 році, і компанія Alvis Cars уклала контракт на створення двох прототипів для випробувань. Новий броньований автомобіль отримав позначення FV601A та був озброєний 2-фунтовою гарматою Ordnance QF. Alvis також запропонувала набагато важчий варіант машини вогневої підтримки під назвою FV601B, озброєний новою 76-мм гарматою низького тиску. Проєктування FV601B було передано субпідряднику Crossley Motors, який розробив і виготовив шість передсерійних моделей. Після подальших модифікацій FV601C надійшов у масове виробництво в 1958 році як Alvis Saladin. Виробництво FV601C та його варіантів тривало на заводі Alvis у Ковентрі до 1972 року.

## Галерея

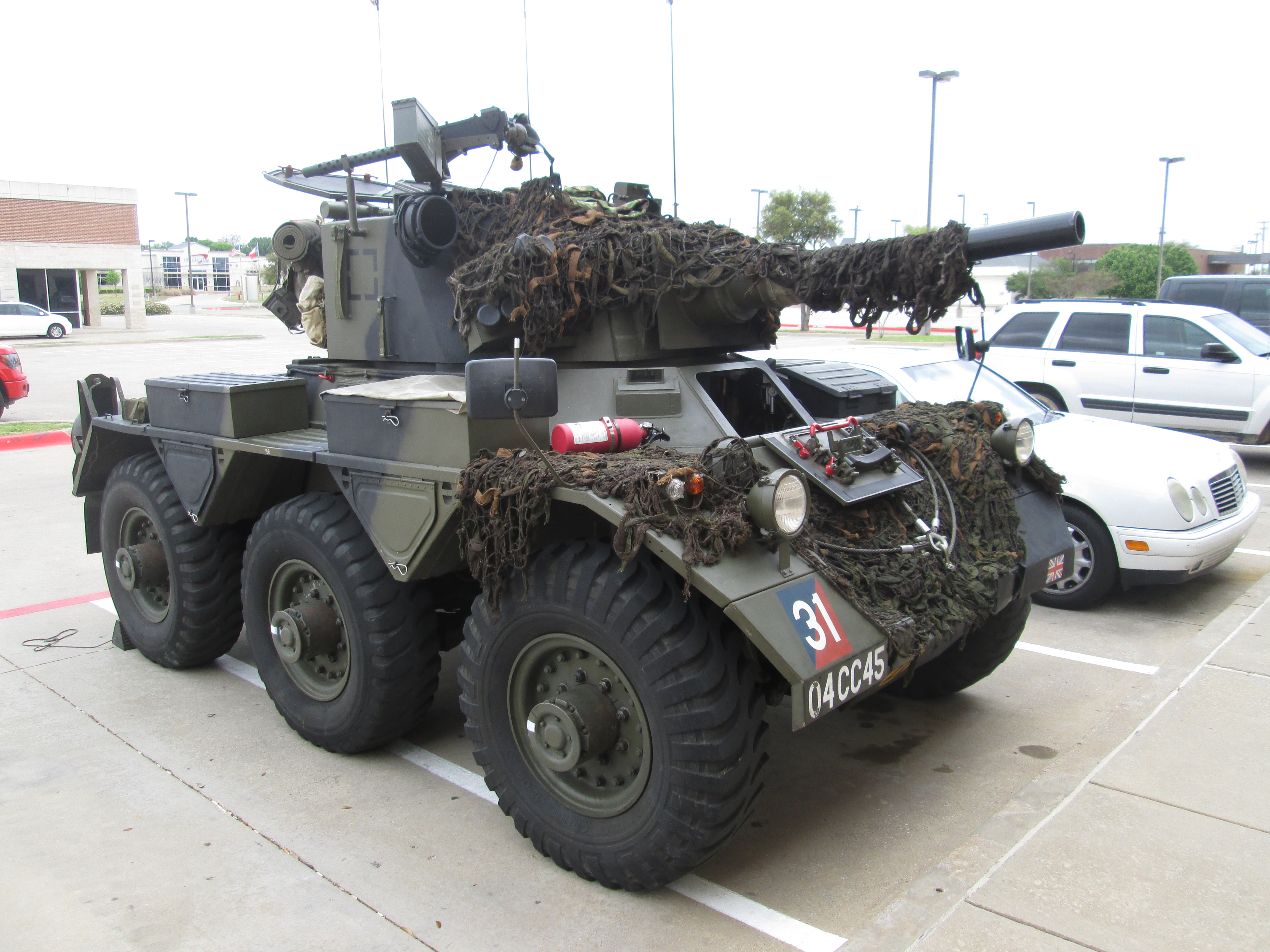
Alvis Saladin помітили в O'Sheas Pub & Grill, Герст (Техас), 7 квітня 2013 року
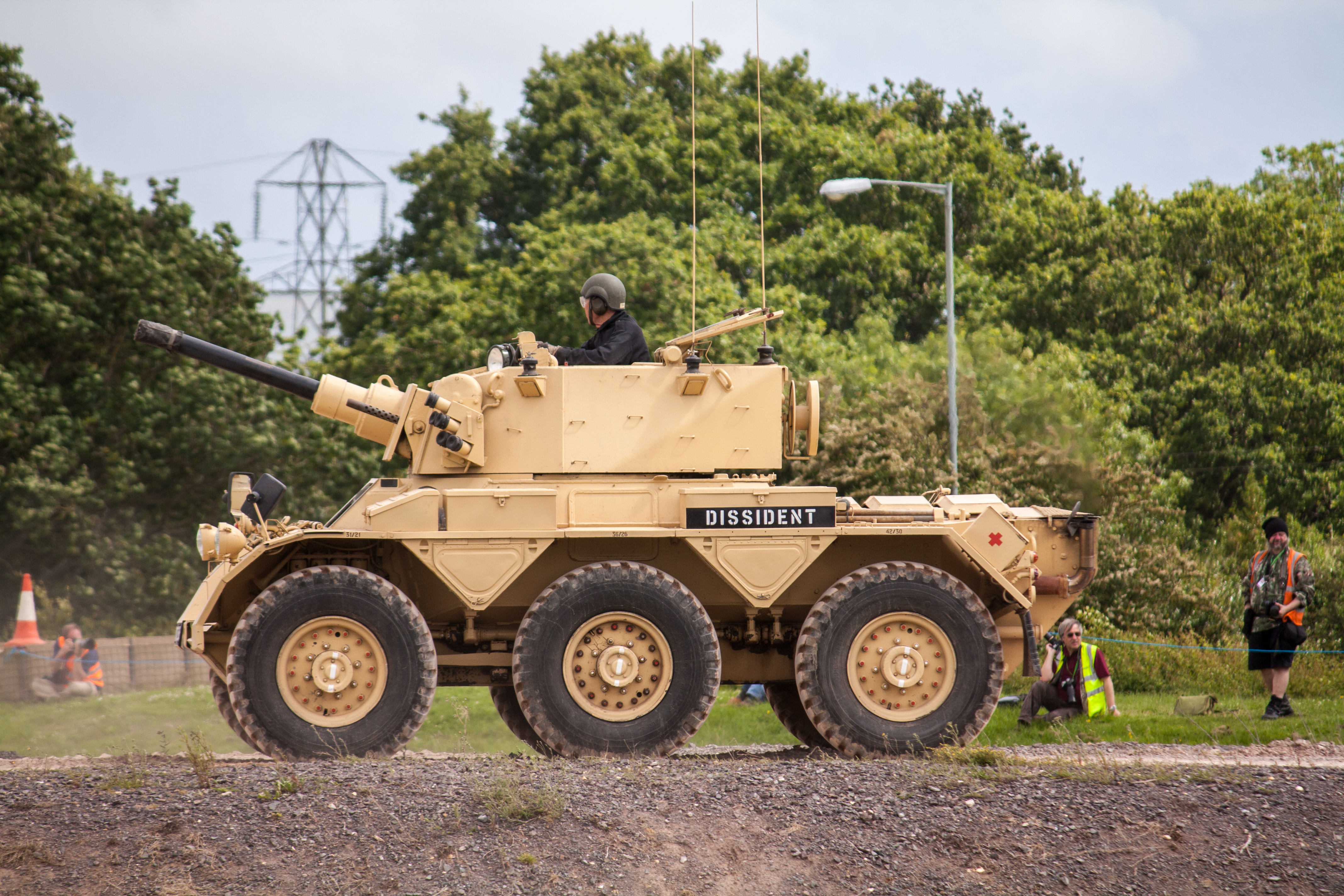
Alvis Saladin на Tankfest 2012.
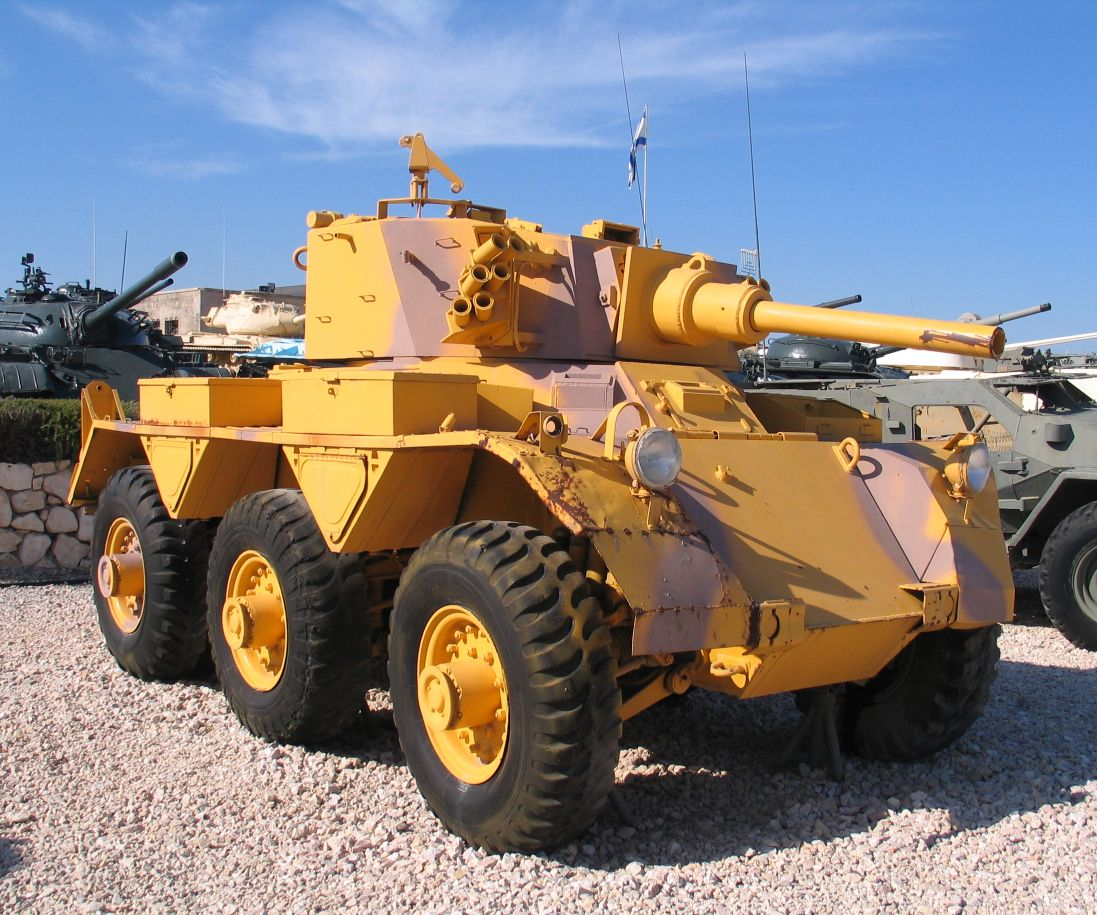
FV 601 Saladin у музеї Яд Ла-Шіріон, Латрун.